# Zagórnik (województwo małopolskie)

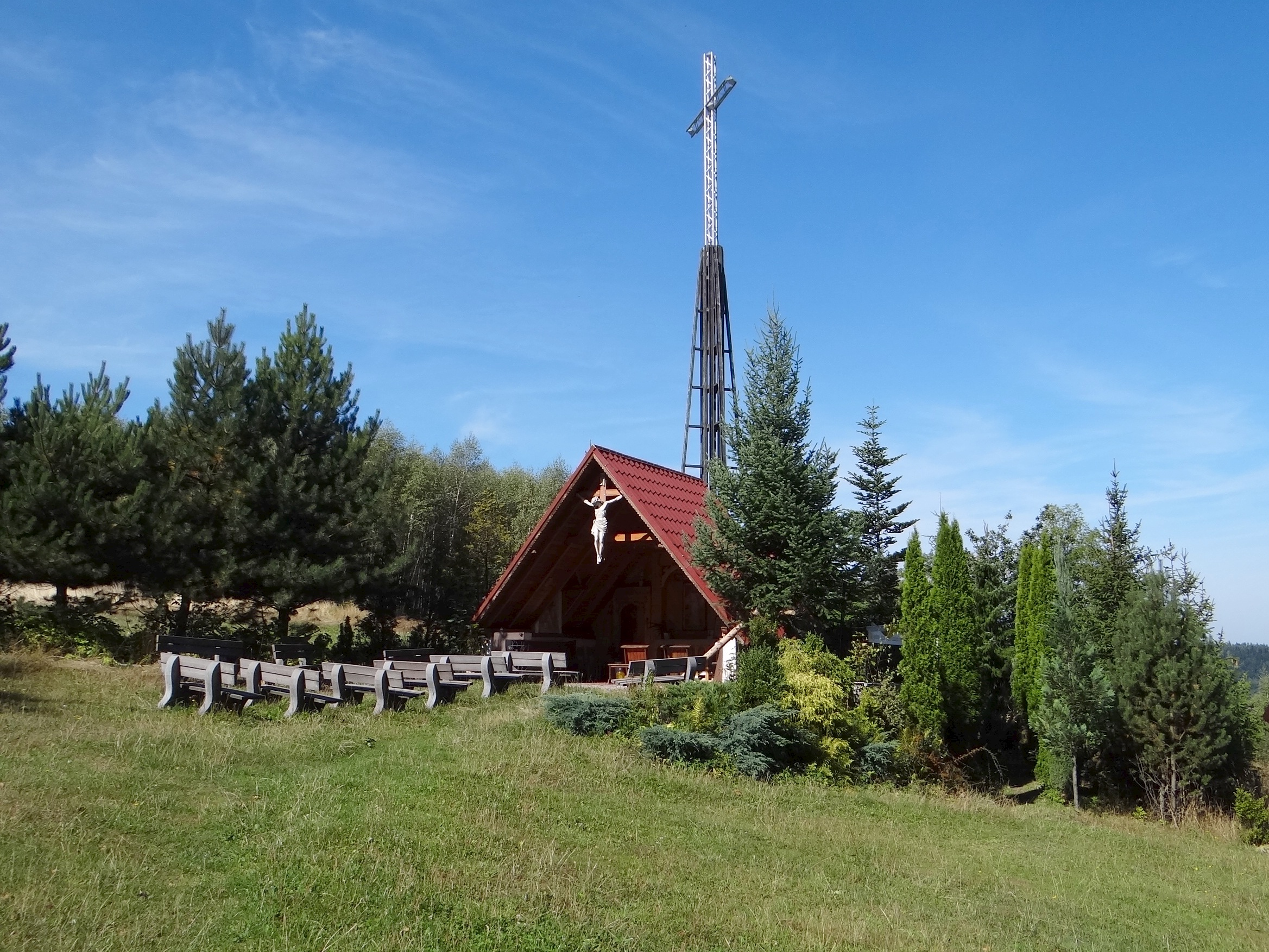
Kaplica na Wzgórzu Miłosierdzia

Zagórnik – wieś w Polsce położona w województwie małopolskim, w powiecie wadowickim, w gminie Andrychów.
W latach 1975–1998 wieś należała administracyjnie do województwa bielskiego.

## Toponimia
Nazwa osady pochodzi prawdopodobnie od miejsca za górą.

## Położenie
Zagórnik znajduje się na wschód od Andrychowa, w dolinie niewielkiego potoku będącego dopływem Wieprzówki i na stokach otaczających go gór. Od północno-wschodniej strony jest to grzbiet ze szczytami Pańska Góra, Kobylica, Wapienica, Przykraźń, od południowo-zachodniej niższy grzbiet z wierzchołkami Pabisiowa Góra, Grapa i Skornica.

## Opis miejscowości
Według danych z 31 grudnia 2014 roku miejscowość miała 2242 mieszkańców. W literaturze wieś występuje od XVI wieku, w roku 1581 pobór płacił tu Stanisław Inwałdzki właściciel pobliskiego Inwałdu.

## Części wsi
| Integralne części wsi Zagórnik | Integralne części wsi Zagórnik | Integralne części wsi Zagórnik |
| SIMC                           | Nazwa                          | Rodzaj                         |
| ------------------------------ | ------------------------------ | ------------------------------ |
| 0046054                        | Biadasów Drugi                 | część wsi                      |
| 0046150                        | Biadasów Pierwszy              | przysiółek wsi                 |
| 0046060                        | Budówka                        | część wsi                      |
| 0046077                        | Choczkówka                     | część wsi                      |
| 0046083                        | Góralówka                      | część wsi                      |
| 0046090                        | Hulakówka                      | część wsi                      |
| 0046166                        | Skornica                       | przysiółek wsi                 |
| 0046108                        | Smazówka                       | część wsi                      |
| 0046114                        | Smolcówka                      | część wsi                      |
| 0046120                        | Stawisko                       | część wsi                      |
| 0046137                        | Suswałówka                     | część wsi                      |
| 0046143                        | Świątkówka                     | część wsi                      |

## Zabytki
Obiekt wpisany do rejestru zabytków nieruchomych województwa małopolskiego.
- Kaplica św. Bartłomieja.

Inne
- Obraz Matki Bożej Królowej Nieba i Ziemi namalowany przez Jana Matejkę

## Religia
Na terenie wsi działalność duszpasterską prowadzi Kościół Rzymskokatolicki (parafia św. św. Barłomieja i Łukasza).

## Turystyka
Przez wieś przechodzą następujące szlaki turystyczne:
 z Andrychowa przez: Pańską Górę, Kobylą Głowę, Gancarz, Jaworzynę na Leskowiec
 ze stacji PKP w Inwałdzie przez: Ostry Wierch, Bliźniaki do Gorzenia
 ze stacji PKP w Inwałdzie do Rzyk

## Sport
W Zagórniku działa klub sportowy o nazwie LKS Gronie Zagórnik.